# Магомадов, Ханпаша Элимсултанович
Ханпаша Элимсултанович Магомадов — тренер по боксу, старший тренер юниорской команды Чечни, главный тренер спортивного клуба «Ахмат», мастер спорта России, Заслуженный тренер Чеченской Республики.

## Биография
Семья Магомадовых несколько лет прожила в Ленинградской области. Здесь он начал заниматься боксом, выполнил мастерский норматив. Затем семья вернулась в родовое село Курчалой (Чечня).
В 1993 году Магомадов начал свою тренерскую карьеру. Первые тренировки проходили в пустом зале Курчалойского районного дома культуры. Условия работы были тяжёлыми: в зале не было инвентаря, отопления, душевой. В течение 8 лет Магомадову не платили зарплату. Тем не менее он не пропускал ни одной тренировки. Тренировки не прекращались даже во время боевых действий.
В 2001 году самодеятельный клуб наконец попал в поле зрения властей. Появились условия для тренировок и выступлений, воспитанники начали добиваться первых успехов. В том же году ученики Магомадова Устарханов и Мурзабеков стали чемпионами России среди юниоров. В 2008 году Идрис Шамханов стал чемпионом Европы среди юниоров, а Визирханов — бронзовым призёром юношеского первенства мира. На следующий год Шахмаханов подтвердил свой титул юниорского чемпиона Европы и добавил к нему титул чемпиона мира среди юниоров.

## Известные воспитанники[1]
- Мурзабеков, Висхан Ибрагимович (1990) — интерконтинентальный чемпион по версии IBO.
- Устарханов, Апти Саид-Хамзатович (1990) — интерконтинентальный чемпион по версии IBO.
- Шамханов, Идрис Селимович (1994) — чемпион Европы и мира среди юношей, призёр чемпионата России.

## Награды
- Орден Кадырова (10 февраля 2024) — за особый вклад в развитие физической культуры и спорта Чеченской Республики, выдающиеся спортивные достижения, получившие широкую известность
- Заслуженный работник физической культуры Чеченской Республики (21 сентября 2020) — за вклад в развитие бокса в Чеченской Республике, многолетнюю безупречную работу